# Matela (Vimioso)

Matela est une freguesia du Nordeste trasmontano (Portugal) composée de trois villages : Avinhó , Matela et Junqueira.
Elle appartient au concelho de Vimioso et au district de Bragance.
Une importante partie de la population de ces villages est immigrée en Espagne ou en France, et durant l'été le nombre d'habitants augmente très fortement.
Culturellement, l'identité trasmontana y est très présente et importante tout comme la religion, avec des processions organisées tous les mois d'août.
L'activité économique principale de la freguesia est l'agriculture et l'élevage.
Le paysage est composé de monts recouverts essentiellement d'oliviers, de châtaigniers, de frênes et de vignes, et il y est fréquent de croiser des bergers et leur troupeaux de moutons, ou encore des groupes de 4x4 ou de quads explorant ces vastes étendues.